# Grand Theft Auto 2
Grand Theft Auto 2, o també conegut com a GTA2, és un videojoc llançat a tot el món el 22 d'octubre de 1999, desenvolupat per Rockstar North, en un principi per Windows, però també per PlayStation, i llavors per la Dreamcast, i per Game Boy Color. Aquest és el videojoc successor del controvertiu joc de 1997,Grand Theft Auto (també desenvolupat per Rockstar North, llavors conegut com a DMA Design). Rockstar ara ofereix la versió per PC, una descàrrega gratuïta al seu lloc web.

## Argument del videojoc
En el joc encarnem a la pell d'en Claude Speed, un assassí de mig pèl que també és el protagonista de Grand Theft Auto 3. Ens vam trobar prop del futur (segons la línia argumental de Grand Theft Auto, el joc se situa bastant després de GTA 3) en una ciutat sense nom amb 3 àrees. L'objectiu a cadascuna de les tres àrees és obtenir prou diners per a escapar i passar a la següent. La llibertat d'acció de la saga segueix palesa en aquest joc, ja que per a aconseguir l'objectiu, podem realitzar qualsevol tasca que doni diners: robar cotxes, explotar-los, xocar-los, armar-los; atropellar persones, assassinar-les, cremar-les... No obstant això el normal per a guanyar grans quantitats de diners és realitzar missions per a les Bandes. Cada vegada que es completa una missió per a una determinada banda, el multiplicador de diners puja una unitat, i aquest modificador influeix en tot els diners que rebem per qualsevol acció. Cadascuna de les bandes representa una facció, amb uns interessos determinats i un respecte cap a nosaltres que varia segons les nostres accions. El respecte influeix tant en la manera en què ens tracten els integrants de la banda (si tenim pels sòls el nostre respecte en la banda, ens atacaran amb totes les armes que tinguin disponibles), com també en les missions que ens donen (a més de respecte, major oferta de missions, més dificultat, però major recompensa). Fer missions per a una banda influeix negativament en una altra o d'altres: cada banda té una banda rival, amb la qual cosa si matem a integrants d'aquesta banda rival, pujarà el nostre respecte amb la primera. En Grand Theft Auto 2 també hem de retre comptes per les accions il·legals comeses. És per això que la llei estarà present per a frenar-nos (o almenys intentar-lo). Ara no només en forma de policia local com en el primer GTA; a mesura que anem delinquint, més i més cossos de policia se sumaran a la nostra caça. Així, en els primers nivells de recerca, la policia local serà l'encarregada d'arrestar-nos; més tard els SWAT, el FBI i fins i tot, arribat el cas, l'Exèrcit, amb tancs i infanteria estaran a l'aguait. Podrem salvar la partida en una església si disposem d'una certa quantitat de diners (el mètode de guardat de les partides és totalment de la consola), punt des del qual podem continuar si així ho desitgem.

## Bandes

La policia estarà present si es comet un delicte al GTA 2

Al GTA2 hi ha 7 bandes: una banda present en totes les àrees i altres dues específiques de cada àrea.
- Zaibatsu Pharmaceuticals: Opera en totes les àrees i es dedica a tots els negocis, des d'armes, cotxes fins a drogues. El seu símbol és una Z groga i el seu nom ve de la paraula japonesa Zaibatsu, que significa Cooperativa. La seva indumentària és negra i el seu cotxe el Z-Type. Els seus caps són: Trey Welsh (Districte Central), Xarxa Valdez (Residencial) i Uneixo Carb (Industrial).
- Bojos (Loonies en anglès, o Piraos en castellà): Opera en el Districte Central, i es dedica, bàsicament a les drogues. El seu símbol és un acid somrient. La seva indumentària és verda i el seu cotxe el Dementia. El seu cap és Elmo.
- Yakuza: Opera en el Districte Central. Es dedica principalment a les drogues. El seu símbol és un Ien blau i el seu nom ve de la Yakuza japonesa. La seva indumentària és blava i el seu cotxe el Miara Yakuza. El seu cap és Johnny Zoo.
- Científics: Opera en el Districte Residencial. Es dedica al desenvolupament armamentístic i clonació. El seu símbol és un escut. La seva indumentària és groga i el seu cotxe el Meteor. El seu cap és Dr. LaBrat.
- Colls Vermells (Rednecks): Opera en el Districte Residencial. Es dediquen a provocar el caos amb bombes i al ressorgiment de les seves ideologies. El seu símbol és una bandera de la Confederació, i el seu nom ve dels Rednecks. La seva indumentària és blava clar i el seu cotxe el Redneck Pickup. El seu cap és Billy Bob Bean.
- Hare Krishna: Opera en el Districte Industrial. Es dediquen a convèncer a tots d'arribar al Nirvana, mitjançant qualsevol mitjà. El seu símbol és una flor taronja, i el seu nom ve de l'organització religiosa Hare Krishna. La seva indumentària és taronja i el seu cotxe el Karma Bus. El seu cap és Sunbeam.
- Màfia Russa: Opera en el Districte Industrial. Es dediquen als explosius, armes, indústries... tot menys les drogues. El seu símbol és una estrella vermella de 5 puntes. La seva indumentària és vermella i el seu cotxe el Bulwark. El seu cap és en Jerkov.

## La polèmica
La polèmica que va ocasionar aquesta segona part va ser encara més gran que l'ocasionada per la primera: el joc es va tornar més violent i apareixen destacades diverses organitzacions reals. En alguns llocs del món es va prohibir la seva venda a menors i fins i tot es va arribar a retirar de les prestatgeries. Alguns pares van denunciar a Rockstar acusant-los que el joc fomentava la violència i la pertinença a bandes, denúncies que segueixen produint-se avui dia amb els successius lliuraments de la saga.